# Auchentoshan
Auchentoshan (рус.  А-кен-то́-шан ) — марка одного из известных шотландских односолодовых виски, производимого на одноимённой винокурне.
Характерная особенность — тройная дистилляция и очень небольшое содержание торфа в солоде.

## История
Винокурня основана в 1823 году, торговцем Джоном Буллоком, на берегу реки Клайд и именовалась, как Duntocher. В 1834 году винокурню выкупили Джон Харт и Александр Фильши, которые поменяли её название на Auchentoshan (вискикурня располагалась в открытом поле у подножия холмов Старый Килпатрик, недалеко от Глазго, а Auchentoshan в переводе с кельтского языка означает «угол поля»).
В 1877 году винокурня была продана фирме торговцев виски в Гриноке CH Curtis & Co. Позже, в 1903 году, винокурня перешла во владение производителей алкогольной продукции Джорджа и Джона Мак-Лахлан.
Во время второй мировой войны, 13 марта 1941 года, винокурня подверглась бомбардировке люфтваффе, во время которой пострадали её склады. Из-за наступления германских войск производство виски было остановлено, а запущено снова уже в 1948 году.
Уже после войны, в 1960 году винокурня была приобретена компанией J & R Tennent (Wellpark Brewery), а в 1969 году гостиничной компанией Eadie Cairns, которая продавала односолодовый Auchentoshan в собственных отелях и ресторанах.
В 1984 году винокурня Auchentoshan была приобретена компанией Morrison Bowmore Distillers, в составе которой в 1994 году вошла в японский концерн Suntory.
В 2002 году был выпущен односолодовый Auchentoshan Three Wood. В 2013 году состоялся выпуск Auchentoshan Virgin Oak. В 2016 году Auchentoshan провели конкурс «New Malt Order».
В 2019 году Auchentoshan изменил дизайн своих упаковок.

## Производство
Вискикурня расположена на шотландской равнине Лоуленд, поэтому виски Auchentoshan считают равнинным, но источник воды для производства расположен в высокогорье.
Сырье, поступающее из промежуточного звена, разделяется на две части, при этом для окончательной дистилляции переносятся только «головы». «Хвосты» же смешиваются в промывочной камере в процессе последующей дистилляции.
Затем «головы» смешиваются с «поздними хвостами» из прошлой дистилляции, и получается срез со средней крепостью в 81 %. Короткая ферментация дает Auchentoshan солодовую ноту, которая действует как основной аромат во время созревания виски, а также уравновешивает высокотонированные лимонные тона. Его высокая крепость снижается в дубовых бочках. Следовательно, чем старше виски, тем сильнее его смягчает влияние дерева.
Благодаря тройной дистилляции и минимальному содержанию торфяных нот в воде, Auchentoshan считается одним из самых изысканных и мягких односолодовых виски с ярким, почти парфюмерным ароматом.
Auchentoshan занимается производством лимитированных сортов односолодового виски в линейке Bartender's Malt, которые вышли из их конкурса коктейлей «New Malt Order». Купаж был создан 12 барменами из разных стран, победившими в конкурсе.

## Виды

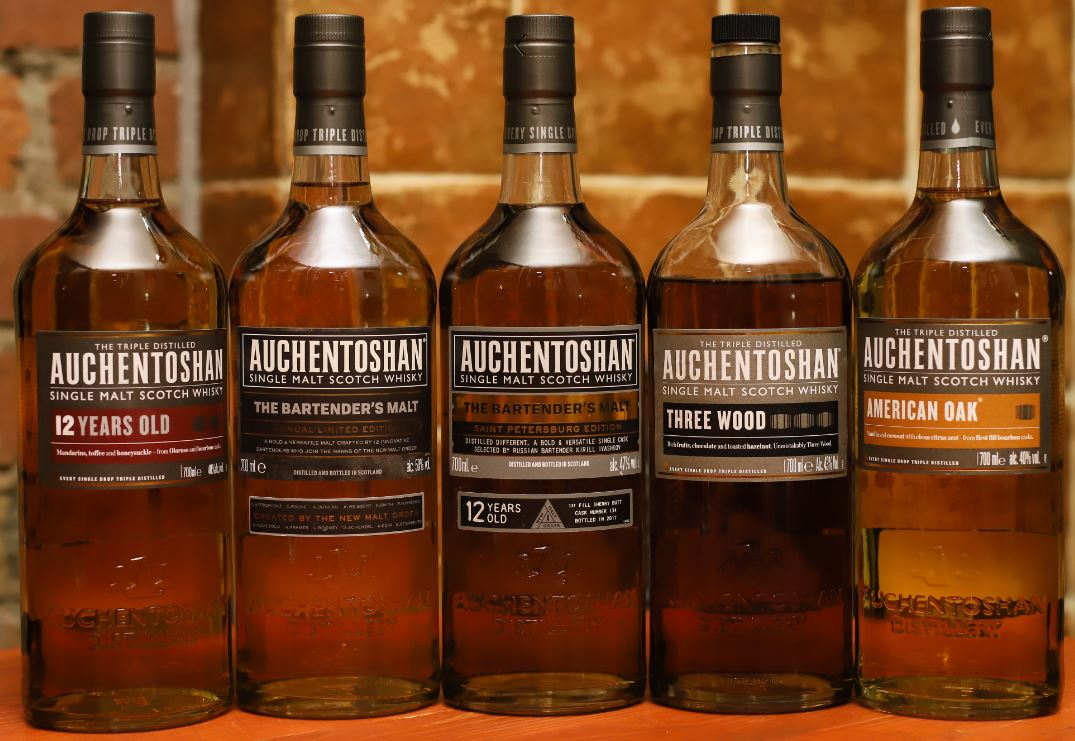
Линейка односолодового скотч виски Auchentoshan

Auchentoshan
- 12 Y. O.
- 18 Y. O.
- 21 Y. O.
- 50 Y. O.
- American Oak
- Classic
- Heartwood
- Sauvignon Blanc
- Three Wood
- Valinch
- Virgin Oak Batch 2
- Springwood

Limited Edition
- Bartender's Malt. Edition 1
- Bartender's Malt. Edition 2

## Награды
- Auchentoshan Single Malts 16 y. o. и 18 y. o. получили двойные золотые медали в 2008 году на San Francisco World Spirits Competition[6][7].
- Auchentoshan Single Malts 12 y.o. получил 7 серебряных наград на 2018 The Asian Spirits Masters[8]; 2014-2018 International Wine & Spirit Competition[9] и 2014 International Spirits Challenge[10].